# Rebbachisaurinae
De Rebbachisaurinae zijn een groep plantenetende sauropode dinosauriërs behorend tot de Neosauropoda.
In 2015 bleek uit een onderzoek naar de verwantschappen van Tataouinea dat de relaties binnen afgeleide Rebbachisauridae erg onzeker waren. Het bleek lastig betrouwbaar vast te stellen of een bepaalde rebbachisauride nu tot de Nigersaurinae of de Limaysaurinae behoorde. Daarnaast bleek Rebbachisaurus zelf een nigersaurine te zijn wat, als de naamgevingsvoorschriften voor onderfamilies strikt gevolgd zouden worden, zou nopen de naam Nigersaurinae te veranderen daar Rebbachisaurus eerder benoemd was dan Nigersaurus. Daarom besloten Federico Fanti, Andrea Cau, Luigi Cantelli, Mohsen Hassine en Marco Auditore een nieuwe stamklade Rebbachisaurinae te benoemen.
De Rebbachisaurinae zijn gedefinieerd als de groep bestaande uit Rebbachisaurus garasbae en alle soorten nauwer verwant aan Rebbachisaurus dan aan Limaysaurus tessonei.
De naamgevers gaven enkele gedeelde afgeleide eigenschappen, synapomorfieën, aan. De middelste en achterste ruggenwervels hebben een wervelboog met een achterste richel tussen het wervellichaam en de parapofyse. De voorste staartwervels hebben voorste gewrichtsuitsteeksels die aan hun onderkanten verbonden worden door een dwarsrichel. De voorste staartwervels hebben een richel die de holte, gelegen tussen het voorste gewrichtsuitsteeksel en de richel tussen diapofyse en het wervellichaam, in tweeën deelt. De voorste staartwervels hebben driehoekige uitsteeksels op de zijkanten van hun doornuitsteeksels.
De Rebbachisaurinae behoren tot de Khebbashia. Het waren middelgrote sauropoden uit het vroege Krijt van Zuid-Amerika, Afrika en Europa. Mogelijke rebbachisaurinen waren verder Demandasaurus en Katepensaurus.